# Gibson (Georgia)
Gibson is een plaats (city) in de Amerikaanse staat Georgia, en valt bestuurlijk gezien onder Glascock County.

## Demografie
Bij de volkstelling in 2000 werd het aantal inwoners vastgesteld op 694.
In 2006 is het aantal inwoners door het United States Census Bureau geschat op 739, een stijging van 45 (6,5%).

## Geografie
Volgens het United States Census Bureau beslaat de plaats een oppervlakte van
2,7 km², geheel bestaande uit land. Gibson ligt op ongeveer 148 m boven zeeniveau.

## Plaatsen in de nabije omgeving
De onderstaande figuur toont nabijgelegen plaatsen in een straal van 20 km rond Gibson.